# Marcelo Argüello
Marcelo Emanuel Argüello (Monje, Provincia de Santa Fe, 19 de enero de 1993) es un futbolista argentino. Juega como delantero en Belgrano de Arequito de la Liga Casildense. Su primer equipo fue Colón de Santa Fe

## Clubes
| Club                              | País      | Año             |
| --------------------------------- | --------- | --------------- |
| Colón                             | Argentina | 2012 - 2017     |
| Gimnasia y Esgrima (J) (cedido)   | Argentina | 2014 - 2015     |
| Deportivo Quito (cedido)          | Ecuador   | 2016            |
| Ben Hur (cedido)                  | Argentina | 2016            |
| Gimnasia y Esgrima (CdU) (cedido) | Argentina | 2016 - 2017     |
| Universitario de Sucre            | Bolivia   | 2017 - 2018     |
| Olimpo de Bahía Blanca            | Argentina | 2018 - 2019     |
| Sportivo Belgrano                 | Argentina | 2019 - 2020     |
| Santos FC                         | Perú      | 2020            |
| Real Santa Cruz                   | Bolivia   | 2021            |
| Gimnasia y Esgrima (J)            | Argentina | 2022 - Presente |

### Estadísticas
Datos actualizados hasta el 27 de octubre de 2020.
| Club                             | Temporada           | Liga | Liga | Copa Nacional | Copa Nacional | Copa Internacional | Copa Internacional | Total | Total |
| Club                             | Temporada           | PJ   | G    | PJ            | G             | PJ                 | G                  | PJ    | G     |
| -------------------------------- | ------------------- | ---- | ---- | ------------- | ------------- | ------------------ | ------------------ | ----- | ----- |
| Colón (SF) Argentina             |                     |      |      |               |               |                    |                    |       |       |
| 2012-13                          | 3                   | 0    | -    | -             | 1             | 0                  | 4                  | 0     |       |
| 2013-14                          | 3                   | 0    | 0    | 0             | -             | -                  | 3                  | 0     |       |
| Total                            | 6                   | 0    | 0    | 0             | 1             | 0                  | 7                  | 0     |       |
| Gimnasia (J) Argentina           | 2014                | 9    | 1    | -             | -             | -                  | -                  | 9     | 1     |
| Gimnasia (J) Argentina           | 2015                | 2    | 0    | -             | -             | -                  | -                  | 2     | 0     |
| Gimnasia (J) Argentina           | Total               | 11   | 1    | 0             | 0             | 0                  | 0                  | 11    | 1     |
| Dep. Quito · Ecuador             | 2016                | 5    | 2    | -             | -             | -                  | -                  | 5     | 2     |
| Dep. Quito · Ecuador             | Total               | 5    | 2    | 0             | 0             | 0                  | 0                  | 5     | 2     |
| Gimnasia (CdU) Argentina         | 2016-17             | 18   | 4    | -             | -             | -                  | -                  | 18    | 4     |
| Gimnasia (CdU) Argentina         | Total               | 18   | 4    | 0             | 0             | 0                  | 0                  | 18    | 4     |
| Universitario de Sucre · Bolivia | 2016-17             | 17   | 6    | -             | -             | -                  | -                  | 17    | 6     |
| Universitario de Sucre · Bolivia | 2018                | 11   | 5    | -             | -             | -                  | -                  | 11    | 5     |
| Universitario de Sucre · Bolivia | Total               | 28   | 11   | 0             | 0             | 0                  | 0                  | 28    | 11    |
| Olimpo Argentina                 | 2018-19             | 15   | 1    | 0             | 0             | -                  | -                  | 15    | 1     |
| Olimpo Argentina                 | Total               | 15   | 1    | 0             | 0             | 0                  | 0                  | 15    | 1     |
| Sportivo Belgrano Argentina      | 2019-20             | 14   | 2    | -             | -             | -                  | -                  | 14    | 2     |
| Sportivo Belgrano Argentina      | Total               | 14   | 2    | -             | -             | 0                  | 0                  | 14    | 2     |
| Santos FC · Perú                 | 2020                | 9    | 5    | -             | -             | -                  | -                  | 9     | 5     |
| Santos FC · Perú                 | Total               | 9    | 5    | -             | -             | -                  | -                  | 9     | 5     |
| Real Santa Cruz · Bolivia        | 2021                | 6    | 0    | -             | -             | -                  | -                  | 6     | 0     |
| Real Santa Cruz · Bolivia        | Total               | 6    | 0    | -             | -             | -                  | -                  | 6     | 0     |
| Gimnasia (J) Argentina           | 2022                | 12   | 1    | -             | -             | -                  | -                  | 12    | 1     |
| Gimnasia (J) Argentina           | Total               | 12   | 1    | -             | -             | -                  | -                  | 12    | 1     |
| Deportivo Merlo Argentina        | 2022                | 13   | 3    | -             | -             | -                  | -                  | 13    | 3     |
| Deportivo Merlo Argentina        | Total               | 13   | 3    | -             | -             | -                  | -                  | 13    | 3     |
| Total en su carrera              | Total en su carrera | 137  | 30   | 0             | 0             | 1                  | 0                  | 138   | 30    |

## Palmarés

### Distinciones individuales
| Distinción                                                                  | Año  |
| --------------------------------------------------------------------------- | ---- |
| Preseleccionado como delantero en el mejor once de la Liga 2 según la SAFAP | 2020 |